# Miconia grayumii
Miconia grayumii är en tvåhjärtbladig växtart som beskrevs av Frank Almeda. Miconia grayumii ingår i släktet Miconia och familjen Melastomataceae.
Artens utbredningsområde är Costa Rica. Inga underarter finns listade i Catalogue of Life.